# 下山手通
下山手通（しもやまてどおり）は兵庫県神戸市中央区の町名。現行行政地名は下山手通一丁目から下山手通九丁目。郵便番号650-0011。

## 地理
旧・生田区中央部に位置する。住宅・商業地域。
北は中山手通、南は北長狭通（間に花隈町が挟まる）、西は楠町。東西に長く東から順に一～九丁目が設置されている。
一丁目に生田神社、四丁目に日本基督教団神戸栄光教会、五丁目に兵庫県庁・兵庫県警本部、八丁目に本願寺神戸別院（モダン寺）がある。
楠町と下山手通の間/北長狭通の間のに、宇治川商店街「メルカロード宇治川」がある。

## 歴史
明治6年（1873年）、山手に新道ができた際に神戸町生田宮町・花隈町・宇治野町・神戸一番組の各一部から成立し、初め七丁目まで。明治中期から区制施行までは「神戸」を冠称して神戸下山手通となっていた。はじめ神戸町、明治12年（1879年）より神戸区、明治22年（1889年）より神戸市、昭和6年より同市神戸区、昭和20年（1945年）より同市生田区、昭和55年（1980年）より同市中央区。
- 明治2年（1869年）、兵庫県立神戸病院設立。
- 明治6年（1873年）、花隈小学校開校。
- 明治10年（1877年）、神戸師範学校が元町通三丁目から移転。
- 明治15年（1882年）、花隈小学校が神戸小学校へ統合。
- 明治16年（1883年）、神戸商法講習所が神戸元町通三丁目から移転。
- 明治19年（1886年）、神戸商法講習所が兵庫県立神戸商業学校（現・兵庫県立神戸商業高校）となる。
- 明治21年（1888年）、神戸商業学校が兵庫橘通一丁目へ移転。
- 明治25年（1892年）、休校していた親和女学校（現・親和中学校・親和女子高等学校）が神戸元町通三丁目から移転して再開。
- 明治27年（1894年）、一部が花隈町・中山手通へ編入、七丁目を分割して八丁目ができる。
- 明治32年（1899年）、神戸師範学校が武庫郡御影町へ移転し御影師範学校となる。
- 明治33年（1900年）、県立神戸病院（現・神戸大学医学部附属病院）が楠町七丁目へ移転。
- 明治34年（1901年）、兵庫県高等女学校（後の第一神戸高等女学校、現・兵庫県立神戸高等学校）が開校。
- 明治40年（1906年）、日蓮宗本圀寺末本寿院が七丁目に移転。
- 明治43年（1909年）、下山手カトリック教会建設。
- 明治45年（1911年）、下山手尋常小学校建設。
- 大正3年（1914年）、宇治野町の一部を編入、九丁目とする。
- 大正11年（1922年）、神戸市電上沢線開通。
- 大正13年（1924年）、日本メソジスト教会が教会堂（日本基督教団神戸栄光教会）を建設。
- 大正14年（1925年）、県議会議事堂建設。
- 昭和4年（1929年）、浄土真宗本願寺派善福寺（本願寺神戸別院）に本堂完成、モダン寺と呼ばれるようになる。
- 昭和41年（1966年）、兵庫県陶芸館開設。
- 昭和43年（1968年）、県政100周年を記念して県民会館建設。
- 昭和55年（1980年）、中山手通一～八丁目・北長狭通一～八丁目と境界変更、一部が花隈町へ編入。
- 昭和60年（1985年）、旧・県庁南庁舎が迎賓館として開館。神戸市営地下鉄開通。
- 平成元年（1989年）、親和中学校・親和女子高等学校が灘区に移転。
- 平成7年（1995年）、本願寺神戸別院が建替えられる。
- 平成30年（2018年）：下山手通一丁目および二丁目が暴力団排除条例の改正に伴い暴力団排除特別強化地域に指定[1]。

## 人口統計
- 平成17年国勢調査（2005年10月1日現在）での世帯数3,884、人口6,480、うち男性2,951人、女性3,529人[2]。
- 昭和63年（1988年）の世帯数2,839・人口6,647[3]。
- 昭和35年（1960年）の世帯数2,671・人口9,749[3]。
- 大正9年（1920年）の世帯数2,938・人口13,745[3]。
- 明治34年（1901年）の戸数1,996・人口9,381[3]。
- 明治25年（1892年）の戸数2,117・人口8,708[3]。